# Cincinnati Masters
Cincinnati Masters är en tennisturnering i Mason norr om Cincinnati i Ohio, USA. Turneringen startade 18 september 1899 och det är den äldsta tennisturneringen i USA som har spelats i samma stadsområde sedan starten. 
Herrarnas tävling är en av nio Masters på ATP-touren. Damernas tävling är den enda turneringen på WTA-touren som hålls i amerikanska Mellanvästern. Den klassas som en Tier III-turnering på WTA-touren, men kommer snart att uppgraderas till en Tier I-turnering. Herrarnas och damernas tävlingar spelas olika veckor under juli–augusti. Tävlingarna spelas utomhus på hardcourt. Dess nuvarande sponsor är Western & Southern Financial Group, så därför heter turneringen Western & Southern Financial Group Masters och Western & Southern Financial Group Women's Open.

## Historia
Turneringen startade 1899 och den hette då Cincinnati Open, och den skulle senare växa till en turnering som nu hålls i  Mason. Originalturneringen spelades på Avondale Athletic Club, vilken var Xavier Universitys egendom, och den skulle senare flytta till olika platser och underlag till följd av ändringar i ledningen. Då den första turneringen spelades var underlaget grus, och tävlingen spelades på detta underlag ända till 1979 då den permanent flyttades till spel på hardcourt. 
1903 flyttades turneringen till Cincinnati Tennis Club, där den spelades på till 1972, då den flyttade till Queen City Racquet Club i Cincinnatis förort Sharonville. 1974 gick turneringen nästan bort helt från kalendern men flyttade i sista stund till Cincinnati Convention Center, där den spelades inomhus och, för första gången sedan 1919, utan en damturnering. 1975 flyttades turneringen till Old Coney amusement park vid Ohiofloden, och turneringen började att stärkas igen. 
1979 flyttade turneringen till Mason där en permanent stadion skulle byggas och underlaget ändrades från grus till hardcourt (DecoTurf II). Senare byggdes ytterligare två permanenta stadions, som gjorde att Cincinnati Masters var den enda turneringen utanför de fyra Grand Slam-turneringarna med tre stadionbanor – Centercourten, Grandstand-banan och Bana 3. Damernas tävling kom tillbaka 1988 för ett år, och sen igen 2004 då arrangörerna, med hjälp av Octagon sports agency, köpte en turnering, som innan hölls i Kroatien, och flyttade till Cincinnati.
Sedan 1975 har turneringen vägledits av Paul M. Flory, nuvarande turneringsordförande och före detta chef för företaget Procter & Gamble.
I augusti 2008 såldes herrarnas turnering till Amerikanska tennisförbundet, ägarna av US Open.

## Spelplats
Turneringen spelas på Lindner Family Tennis Center i Mason i Ohio. Där finns tre tennisstadions, och som nämnts är det den enda spelplats förutom de fyra Grand Slam-turneringarna med mer än två stadions. Centercourten, som byggdes 1981 och har renoverats genom åren, har en publikkapacitet på 10 500 åskådare. Grandstand-banan (stadion två), byggdes 1995, har en kapacitet på 5 000. Bana 3 (stadion 3), byggdes 1997 och har kapacitet för 2 000 åskådare. Området innehåller totalt tio banor.

## ATP-poäng

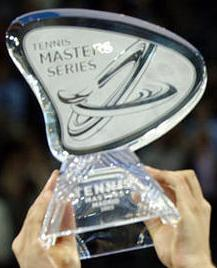
Pokalen

| Omgång          | Poäng | Prispengar |
| --------------- | ----- | ---------- |
| Vinst           | 500   | $420 000   |
| Final           | 350   | $210 000   |
| Semifinal       | 225   | $105 000   |
| Kvartsfinal     | 125   | $51 000    |
| Tredje omgången | 75    | $26 200    |
| Andra omgången  | 35    | $17 250    |
| Första omgången | 5     | $8 500     |

## Resultat

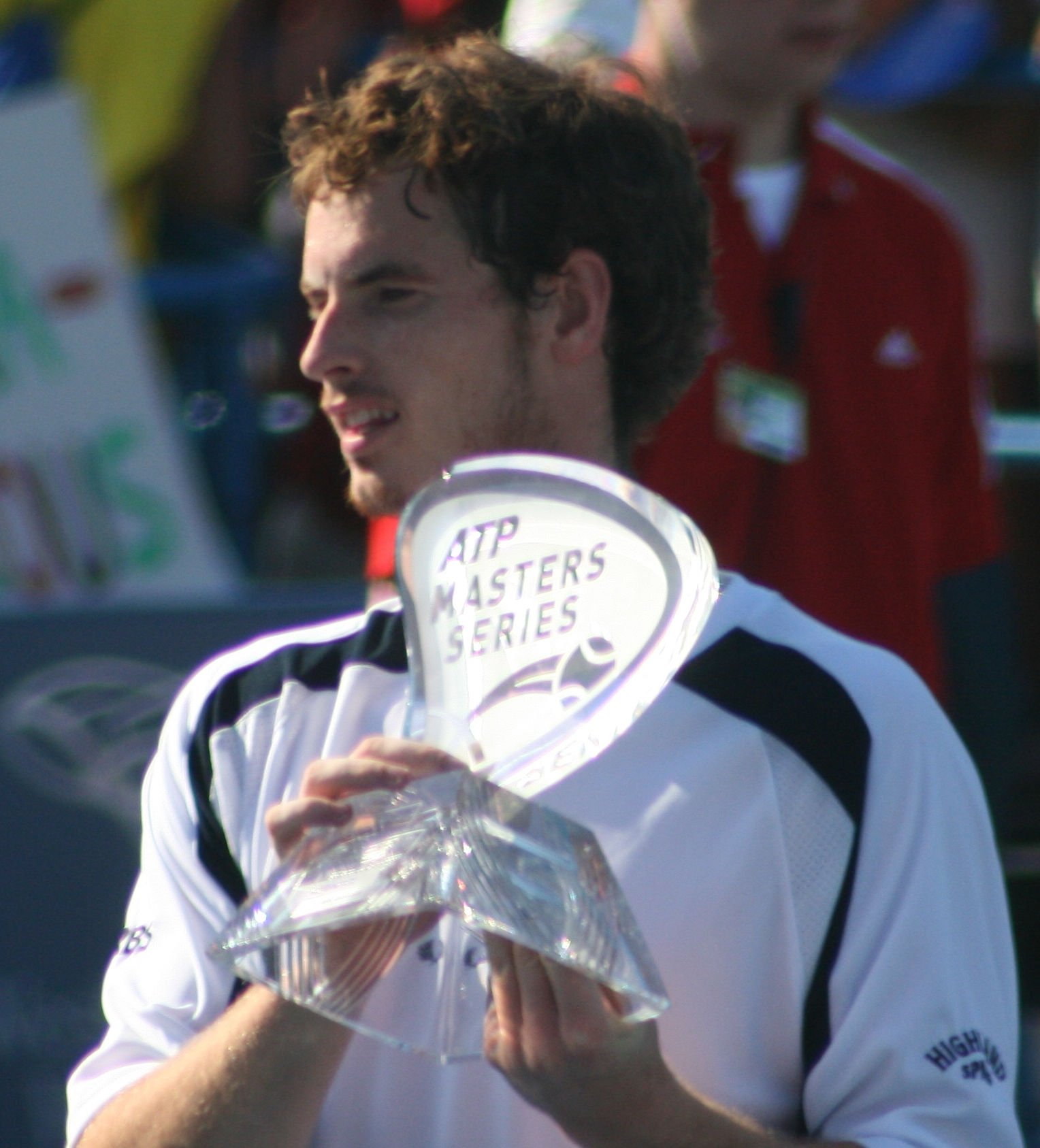
Andy Murray vann titeln 2008. Det var hans första Masters-titel.

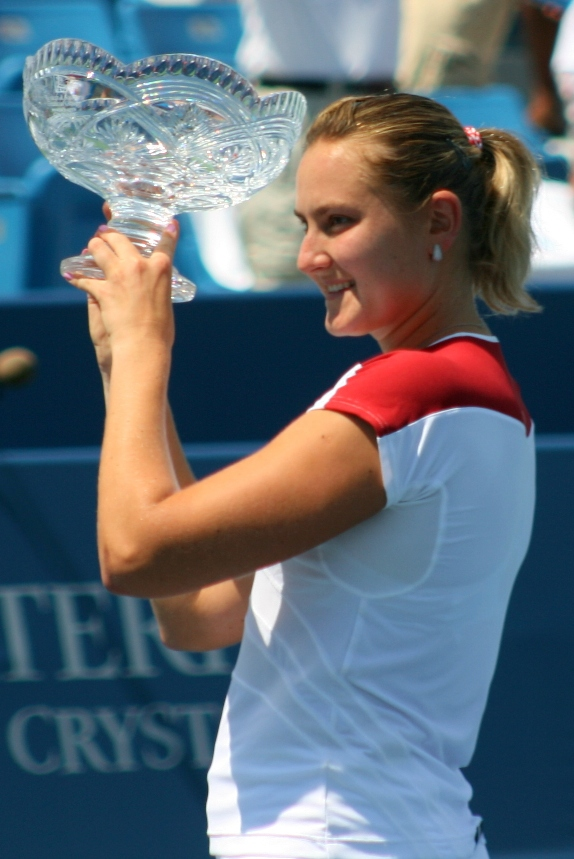
Nadia Petrova vann titeln 2008, genom att finalbesegra Nathalie Dechy.

### Herrsingel
| År   | Mästare                                                 | Finalist                                                | Resultat                                                |
| ---- | ------------------------------------------------------- | ------------------------------------------------------- | ------------------------------------------------------- |
| 2012 | Roger Federer                                           | Novak Đoković                                           | 6-0, 7-6(7)                                             |
| 2011 | Andy Murray                                             | Novak Đoković                                           | 6-4, 3-0 (uppgivet)                                     |
| 2010 | Roger Federer                                           | Mardy Fish                                              | 6-7, 7–6, 6-4                                           |
| 2009 | Roger Federer                                           | Novak Đoković                                           | 6-1, 7–5                                                |
| 2008 | Andy Murray                                             | Novak Đoković                                           | 7-6(4) 7-6(5)                                           |
| 2007 | Roger Federer                                           | James Blake                                             | 6-1, 6-4                                                |
| 2006 | Andy Roddick                                            | Juan Carlos Ferrero                                     | 6-3, 6-4                                                |
| 2005 | Roger Federer                                           | Andy Roddick                                            | 6-3, 7-5                                                |
| 2004 | Andre Agassi                                            | Lleyton Hewitt                                          | 6-3, 3-6, 6-2                                           |
| 2003 | Andy Roddick                                            | Mardy Fish                                              | 4-6, 7-6, 7-6                                           |
| 2002 | Carlos Moyá                                             | Lleyton Hewitt                                          | 7-5, 7-6                                                |
| 2001 | Gustavo Kuerten                                         | Patrick Rafter                                          | 6-1, 6-3                                                |
| 2000 | Thomas Enqvist                                          | Tim Henman                                              | 7-6, 6-4                                                |
| 1999 | Pete Sampras                                            | Patrick Rafter                                          | 7-6, 6-3                                                |
| 1998 | Patrick Rafter                                          | Pete Sampras                                            | 1-6, 7-6, 6-4                                           |
| 1997 | Pete Sampras                                            | Thomas Muster                                           | 6-3, 6-4                                                |
| 1996 | Andre Agassi                                            | Michael Chang                                           | 7-6, 6-4                                                |
| 1995 | Andre Agassi                                            | Michael Chang                                           | 7-5, 6-2                                                |
| 1994 | Michael Chang                                           | Stefan Edberg                                           | 6-2, 7-5                                                |
| 1993 | Michael Chang                                           | Stefan Edberg                                           | 7-5, 0-6, 6-4                                           |
| 1992 | Pete Sampras                                            | Ivan Lendl                                              | 6-3, 3-6, 6-3                                           |
| 1991 | Guy Forget                                              | Pete Sampras                                            | 2-6, 7-6, 6-4                                           |
| 1990 | Stefan Edberg                                           | Brad Gilbert                                            | 6-1, 6-1                                                |
| 1989 | Brad Gilbert                                            | Stefan Edberg                                           | 6-4, 2-6, 7-6                                           |
| 1988 | Mats Wilander                                           | Stefan Edberg                                           | 3-6, 7-6, 7-6                                           |
| 1987 | Stefan Edberg                                           | Boris Becker                                            | 6-4, 6-1                                                |
| 1986 | Mats Wilander                                           | Jimmy Connors                                           | 6-4, 6-1                                                |
| 1985 | Boris Becker                                            | Mats Wilander                                           | 6-4, 6-2                                                |
| 1984 | Mats Wilander                                           | Anders Järryd                                           | 7-6, 6-3                                                |
| 1983 | Mats Wilander                                           | John McEnroe                                            | 6-4, 6-4                                                |
| 1982 | Ivan Lendl                                              | Steve Denton                                            | 6-2, 7-6                                                |
| 1981 | John McEnroe                                            | Chris Lewis                                             | 6-3, 6-4                                                |
| 1980 | Harold Solomon                                          | Francisco González                                      | 7-6, 6-3                                                |
| 1979 | Peter Fleming                                           | Roscoe Tanner                                           | 6-4, 6-2                                                |
| 1978 | Eddie Dibbs                                             | Raul Ramirez                                            | 5-7, 6-3, 6-2                                           |
| 1977 | Harold Solomon                                          | Mark Cox                                                | 6-2, 6-3                                                |
| 1976 | Roscoe Tanner                                           | Eddie Dibbs                                             | 7-6, 6-3                                                |
| 1975 | Tom Gorman                                              | Sherwood Stewart                                        | 7-5, 2-6, 6-4                                           |
| 1974 | Marty Riessen                                           | Robert Lutz                                             | 7-6, 7-6                                                |
| 1973 | Ilie Nastase                                            | Manuel Orantes                                          | 5-7, 6-3, 6-4                                           |
| 1972 | Jimmy Connors                                           | Guillermo Vilas                                         | 6-3, 6-3                                                |
| 1971 | Stan Smith                                              | Juan Gisbert Sr                                         | 7-6, 6-3                                                |
| 1970 | Ken Rosewall                                            | Cliff Richey                                            | 7-9, 9-7, 8-6                                           |
| 1969 | Cliff Richey                                            | Allan Stone                                             | 6-1, 6-2                                                |
| 1968 | William Harris                                          | Tom Gorman                                              | 3-6, 6-2, 6-2                                           |
| 1967 | Mall:Landsdata Mexiko 1934-1968 Joaquin Loyo-Mayo       | Jaime Fillol                                            | 8-6, 6-1                                                |
| 1966 | David Power                                             | William Harris                                          | 7-5, 3-6, 0-6, 6-1, 6-2                                 |
| 1965 | Billy Lenoir                                            | Herb Fitzgibbon                                         | 1-6, 6-3, 6-3, 9-7                                      |
| 1964 | Herb Fitzgibbon                                         | Robert Brien                                            | 6-1, 6-3, 6-1                                           |
| 1963 | Marty Riessen                                           | Herb Fitzgibbon                                         | 6-1, 6-3, 7-5                                           |
| 1962 | Marty Riessen                                           | Allen Fox                                               | 1-6, 6-2, 6-2, 6-3                                      |
| 1961 | Allen Fox                                               | Billy Lenoir                                            | 3-6, 8-6, 6-2, 6-1                                      |
| 1960 | Miguel Olvera                                           | Crawford Henry                                          | 4-6, 9-7, 6-4                                           |
| 1959 | Whitney Reed                                            | Donald Dell                                             | 1-6, 7-5, 6-3, 6-3                                      |
| 1958 | Bernard Bartzen                                         | Sammy Giammalva                                         | 7-5, 6-3, 6-2                                           |
| 1957 | Bernard Bartzen                                         | Grant Golden                                            | 6-4, 7-5, 6-4                                           |
| 1956 | Edward Moylan                                           | Bernard Bartzen                                         | 6-0, 6-3, 6-3                                           |
| 1955 | Bernard Bartzen                                         | Tony Trabert                                            | 7-9, 11-9, 6-4                                          |
| 1954 | Straight Clark                                          | Sammy Giammalva                                         | 8-6, 6-1, 6-1                                           |
| 1953 | Tony Trabert                                            | Hamilton Richardson                                     | 10-8, 6-3, 6-4                                          |
| 1952 | Noel Brown                                              | Fred Hagist                                             | 6-4, 0-6, 2-0 (uppgivet)                                |
| 1951 | Tony Trabert                                            | Bill Talbert                                            | 5-7, 4-6, 6-4, 6-3, 6-4                                 |
| 1950 | Glenn Bassett                                           | Hamilton Richardson                                     | 6-2, 4-6, 6-1, 6-1                                      |
| 1949 | James Brink                                             | Arnold Saul                                             | 6-4, 6-8, 6-4, 6-0                                      |
| 1948 | Herbert Behrens                                         | Irvin Dorfman                                           | 7-5, 11-9, 2-6, 6-8, 6-4                                |
| 1947 | Bill Talbert                                            | George Pero                                             | 6-1, 6-0, 6-0                                           |
| 1946 | Nick Carter                                             | George Richards                                         | 6-1, 6-1                                                |
| 1945 | Bill Talbert                                            | Elwood Cooke                                            | 6-2, 7-9 6-2                                            |
| 1944 | Pancho Segura                                           | Bill Talbert                                            | 9-11, 6-2, 7-5, 2-6, 7-5                                |
| 1943 | Bill Talbert                                            | Seymour Greenberg                                       | 6-1, 6-2, 6-3                                           |
| 1942 | Pancho Segura                                           | Bill Talbert                                            | 1-6, 6-2, 6-4, 12-10                                    |
| 1941 | Frank Parker                                            | Bill Talbert                                            | 6-2, 6-2, 6-4                                           |
| 1940 | Bobby Riggs                                             | Arthur Marx                                             | 11-9, 6-2, 4-6, 6-8, 6-1                                |
| 1939 | Bryan "Bitsy" Grant                                     | Frank Parker                                            | 4-6, 6-3, 6-1, 2-6, 6-4                                 |
| 1938 | Bobby Riggs                                             | Frank Parker                                            | 6-1, 7-5, 6-3                                           |
| 1937 | Bobby Riggs                                             | John McDiarmid                                          | 6-3, 6-3, 4-6, 6-3                                      |
| 1936 | Bobby Riggs                                             | Charles Harris                                          | 6-1, 6-3, 6-1                                           |
| 1935 | turneringen spelades inte p.g.a. Den stora depressionen | turneringen spelades inte p.g.a. Den stora depressionen | turneringen spelades inte p.g.a. Den stora depressionen |
| 1934 | Henry Prusoff                                           | Arthur Hendrix                                          | 6-3, 6-2, 4-6, 6-4                                      |
| 1933 | Bryan "Bitsy" Grant                                     | Frank Parker                                            | 11-9, 6-2, 1-6, 7-5                                     |
| 1932 | George Lott                                             | Frank Parker                                            | 5-7, 6-2, 4-6, 6-0, 6-3                                 |
| 1931 | Cliff Sutter                                            | Bruce Barnes                                            | 6-3, 6-2, 3-6, 6-3                                      |
| 1930 | Frank Shields                                           | Emmett Pare                                             | 6-2, 6-4, 3-6, 2-6, 6-1                                 |
| 1929 | Herbert Bowman                                          | Julius Seligson                                         | 2-6, 6-4, 6-4, 6-1                                      |
| 1928 | Emmett Pare                                             | Harris Coggeshall                                       | 2-6, 6-1, 6-4, 6-4                                      |
| 1927 | George Lott                                             | Emmett Pare                                             | 6-4, 6-4, 6-2                                           |
| 1926 | Bill Tilden                                             | George Lott                                             | 4-6, 6-3, 7-9, 6-4, 6-3                                 |
| 1925 | George Lott                                             | Julius Sagalowsky                                       | 6-3, 7-5, 6-1                                           |
| 1924 | George Lott                                             | Paul Kunkel                                             | 2-6, 13-11, 6-4, 6-3                                    |
| 1923 | Louis Kuhler                                            | Paul Kunkel                                             | 6-3, 6-3, 6-2                                           |
| 1922 | Louis Kuhler                                            | Edwin Haupt                                             | 6-3, 6-1, 6-1                                           |
| 1921 | turneringen spelades inte                               | turneringen spelades inte                               | turneringen spelades inte                               |
| 1920 | John Hennessey                                          | Walter Wesbrook                                         | 8-10, 6-3, 6-3, 6-4                                     |
| 1919 | Fritz Bastian                                           | John Hennessey                                          | 2-6, 6-4, 6-1, 6-4                                      |
| 1918 | turneringen spelades inte p.g.a. Första världskriget    | turneringen spelades inte p.g.a. Första världskriget    | turneringen spelades inte p.g.a. Första världskriget    |
| 1917 | Fritz Bastian                                           | John G. MacKay                                          | 4-6, 6-4, 6-1, 6-2                                      |
| 1916 | Bill Johnston                                           | Clarence Griffin                                        | default                                                 |
| 1915 | Clarence Griffin                                        | William S. McElroy                                      | 6-4, 6-3, 6-3                                           |
| 1914 | William S. McElroy                                      | William Hoag                                            | 6-4, 1-6, 6-4, 6-2                                      |
| 1913 | William S. McElroy                                      | Gus Touchard                                            | walk over                                               |
| 1912 | Gus Touchard                                            | Richard H. Palmer                                       | 6-1, 6-2, 7-5                                           |
| 1911 | Richard H. Palmer                                       | Richard Bishop                                          | 14-12, 6-4, 8-6                                         |
| 1910 | Richard H. Palmer                                       | Wallace F. Johnson                                      | 11-9, 6-3, 6-4                                          |
| 1909 | Robert LeRoy                                            | Nat Emerson                                             | 6-3, 3-6, 6-0, 1-6, 6-3                                 |
| 1908 | Robert LeRoy                                            | Nat Emerson                                             | 6-0, 7-5, 6-4                                           |
| 1907 | Robert LeRoy                                            | Robert Chauncey Seaver                                  | 8-6, 6-8, 6-2, 6-0                                      |
| 1906 | Beals Wright                                            | Robert LeRoy                                            | 6-4, 6-4, 4-6, 4-6, 6-2                                 |
| 1905 | Beals Wright                                            | Kreigh Collins                                          | 6-3, 7-5, 4-6, 7-9, 6-3                                 |
| 1904 | Beals Wright                                            | L. Harry Waidner                                        | 7-5, 6-0, 6-3                                           |
| 1903 | Kreigh Collins                                          | Raymond D. Little                                       | 11-9, 4-6, 6-1, 3-6, 6-4                                |
| 1902 | Raymond D. Little                                       | Kreigh Collins                                          | 3-6, 6-8, 6-4, 6-1, 6-2                                 |
| 1901 | Raymond D. Little                                       | Kreigh Collins                                          | 2-6, 8-6, 6-4, 7-5                                      |
| 1900 | Raymond D. Little                                       | Nat Emerson                                             | 6-2 6-4 6-2                                             |
| 1899 | Nat Emerson                                             | Dudley Sutphin                                          | 8-6, 6-1, 10-8                                          |

### Damsingel
| År        | Mästare                                                 | Finalist                                                | Resultat                                                |
| --------- | ------------------------------------------------------- | ------------------------------------------------------- | ------------------------------------------------------- |
| 2009      | Jelena Janković                                         | Dinara Safina                                           | 6–4, 6–2                                                |
| 2008      | Nadia Petrova                                           | Nathalie Dechy                                          | 6-2, 6-1                                                |
| 2007      | Anna Tjakvetadze                                        | Akiko Morigami                                          | 6-1, 6-3                                                |
| 2006      | Vera Zvonareva                                          | Katarina Srebotnik                                      | 6-2, 6-4                                                |
| 2005      | Patty Schnyder                                          | Akiko Morigami                                          | 6-4, 6-0                                                |
| 2004      | Lindsay Davenport                                       | Vera Zvonareva                                          | 6-3, 6-2                                                |
| 1989-2003 | spelades inte                                           | spelades inte                                           | spelades inte                                           |
| 1988      | Barbara Potter                                          | Helen Kelesi                                            | 6-2, 6-2                                                |
| 1974-87   | spelades inte                                           | spelades inte                                           | spelades inte                                           |
| 1973      | Evonne Goolagong                                        | Chris Evert                                             | 6-2, 7-5                                                |
| 1972      | Margaret Court                                          | Evonne Goolagong                                        | 3-6, 6-2, 7-5                                           |
| 1971      | Virginia Wade                                           | Linda Tuero                                             | 6-3, 6-3                                                |
| 1970      | Rosemary Casals                                         | Nancy Richey Gunter                                     | 6-3, 6-3                                                |
| 1969      | Lesley Turner Bowrey                                    | Gail Chanfreau                                          | 1-6, 7-5, 10-10 (uppgivet)                              |
| 1968      | Linda Tuero                                             | Tory Fretz                                              | 6-1, 6-2                                                |
| 1967      | Jane "Peaches" Bartkowicz                               | Patsy Rippy                                             | 6-4, 6-1                                                |
| 1966      | Jane "Peaches" Bartkowicz                               | Peachy Kellmeyer                                        | 6-3, 6-3                                                |
| 1965      | Stephanie DeFina                                        | Roberta Alison                                          | 10-8, 5-7, 6-4                                          |
| 1964      | Jean Danilovich                                         | Alice Tym                                               | 6-1, 6-2                                                |
| 1963      | Stephanie DeFina                                        | Jane "Peaches" Bartkowicz                               | 7-5, 6-2                                                |
| 1962      | Julie Heldman                                           | Roberta Alison                                          | 6-4, 6-4                                                |
| 1961      | Peachy Kellmeyer                                        | Carole Caldwell Graebner                                | 3-6, 12-10, 7-5                                         |
| 1960      | Carol Hanks Aucamp                                      | Farel Footman                                           | 6-2, 4-6, 6-3                                           |
| 1959      | Donna Floyd                                             | Carol Hanks Aucamp                                      | 5-7, 6-2, 6-4                                           |
| 1958      | Gwyn Thomas                                             | Mall:Landsdata Mexiko 1934-1968 Martha Hernandez        | 6-1, 6-2                                                |
| 1957      | Lois Felix                                              | Pat Naud                                                | 7-5, 2-6, 7-5                                           |
| 1956      | Mall:Landsdata Mexiko 1934-1968 Yola Ramirez Ochoa      | Mary Ann Mitchell                                       | 7-5, 6-1                                                |
| 1955      | Mimi Arnold                                             | Barbara Breit                                           | 6-4, 6-3                                                |
| 1954      | Lois Felix                                              | Ethel Norton                                            | 6-1, 6-3                                                |
| 1953      | Thelma Coyne Long                                       | Anita Kanter                                            | 7-5, 6-2                                                |
| 1952      | Anita Kanter                                            | Doris Popple                                            | 6-0, 6-1                                                |
| 1951      | Pat Canning Todd                                        | Magda Rurac                                             | 6-3, 6-4                                                |
| 1950      | Beverly Baker Fleitz                                    | Magda Rurac                                             | 5-7, 6-3, 9-7                                           |
| 1949      | Magda Rurac                                             | Beverly Baker Fleitz                                    | 6-4, 2-6, 6-0                                           |
| 1948      | Dorothy Head Knode                                      | Mercedes "Baba" Madden Lewis                            | 6-4, 6-4                                                |
| 1947      | Betty Rosenquest Pratt                                  | Betty Hulbert James                                     | 9-7, 6-2                                                |
| 1946      | Virginia Kovacs                                         | Shirley Fry Irvin                                       | 6-4, 6-1                                                |
| 1945      | Pauline Betz                                            | Dorothy Bundy Cheney                                    | 6-2, 6-0                                                |
| 1944      | Dorothy Cheney                                          | Pauline Betz                                            | 7-5, 6-4                                                |
| 1943      | Pauline Betz Addie                                      | Catherine Wolf                                          | 6-0, 6-2                                                |
| 1942      | Catherine Wolf                                          | Monica Nolan                                            | 6-4, 6-1                                                |
| 1941      | Pauline Betz Addie                                      | Mary Arnold                                             | 6-4, 6-3                                                |
| 1940      | Alice Marble                                            | Gracyn Wheeler                                          | 6-3, 6-4                                                |
| 1939      | Catherine Wolf                                          | Virginia Hollinger                                      | 6-2, 6-3                                                |
| 1938      | Virginia Hollinger                                      | Margaret Jessee                                         | 8-6, 1-6, 6-0                                           |
| 1937      | Virginia Hollinger                                      | Monica Nolan                                            | 6-3, 6-2                                                |
| 1936      | Lila Porter                                             | Virginia Hollinger                                      | 6-4, 6-3                                                |
| 1935      | turneringen spelades inte p.g.a. Den stora depressionen | turneringen spelades inte p.g.a. Den stora depressionen | turneringen spelades inte p.g.a. Den stora depressionen |
| 1934      | Gracyn Wheeler                                          | Esther Bartosh                                          | walk over (sjukdom)                                     |
| 1933      | Muriel Adams                                            | Helen Fulton                                            | 6-4, 6-4                                                |
| 1932      | Dorothy Weisel Hack                                     | Clara Louise Zinke                                      | 6-1, 6-0                                                |
| 1931      | Clara Louise Zinke                                      | Ruth Riese                                              | 6-1, 6-1                                                |
| 1930      | Clara Louise Zinke                                      | Ruth Riese                                              | 6-2, 6-4                                                |
| 1929      | Clara Louise Zinke                                      | Ruth Riese                                              | 6-2, 6-3                                                |
| 1928      | Midge Gladman                                           | Clara Louise Zinke                                      | 6-4, 6-4                                                |
| 1927      | Clara Louise Zinke                                      | Marian Leighton                                         | 6-4, 4-6, 4-1 (uppgivet)                                |
| 1926      | Clara Louise Zinke                                      | Olga Strashun Weil                                      | 6-2, 6-2                                                |
| 1925      | Marian Leighton                                         | Clara Louise Zinke                                      | 6-3, 6-2                                                |
| 1924      | Olga Strashun                                           | Clara Louise Zinke                                      | 6-4, 6-2                                                |
| 1923      | Ruth Sanders Cordes                                     | Clara Louise Zinke                                      | 6-0, 7-5                                                |
| 1922      | Ruth Sanders Cordes                                     | Olga Strashun                                           | 6-3, 6-4                                                |
| 1921      | turneringen avbruten                                    | turneringen avbruten                                    | turneringen avbruten                                    |
| 1920      | Ruth Sanders Cordes                                     | Ruth King                                               | 6-1, 6-0                                                |
| 1919      | ingen turnering                                         | ingen turnering                                         | ingen turnering                                         |
| 1918      | turneringen spelades inte p.g.a. Första världskriget    | turneringen spelades inte p.g.a. Första världskriget    | turneringen spelades inte p.g.a. Första världskriget    |
| 1917      | Katharine Brown                                         | Mrs. Willis Adams                                       | 7-5, 0-6, 6-4                                           |
| 1916      | Martha Guthrie                                          | Marguerite Davis                                        | 6-2, 2-6, 6-1                                           |
| 1915      | Molla Bjurstedt Mallory                                 | Ruth Sanders                                            | 6-0, 6-4                                                |
| 1914      | Ruth Sanders                                            | Katharine Brown                                         | 7-5, 5-7, 6-2                                           |
| 1913      | Ruth Sanders                                            | Marjorie Dodd                                           | 6-2, 6-3                                                |
| 1912      | Marjorie Dodd                                           | May Sutton                                              | walk over                                               |
| 1911      | Marjorie Dodd                                           | Helen McLaughlin                                        | 6-0, 6-2                                                |
| 1910      | Miriam Steever                                          | Rhea Fairbairn                                          | 4-6, 8-6, 6-0                                           |
| 1909      | Edith Hannam                                            | Martha Kinsey                                           | 6-3, 6-1                                                |
| 1908      | Martha Kinsey                                           | Marjorie Dodd                                           | 4-6, 8-6, 6-2                                           |
| 1907      | May Sutton                                              | Martha Kinsey                                           | 6-1, 6-1                                                |
| 1906      | May Sutton                                              | Florence Sutton                                         | 7-5, 6-2                                                |
| 1905      | May Sutton                                              | Myrtle McAteer                                          | 6-0, 6-0                                                |
| 1904      | Myrtle McAteer                                          | Winona Closterman                                       | 7-5, 6-3                                                |
| 1903      | Winona Closterman                                       | Myrtle McAteer                                          | 6-1, 5-7, 6-4                                           |
| 1902      | Maud Banks                                              | Winona Closterman                                       | 6-2, 6-1                                                |
| 1901      | Winona Closterman                                       | Juliette Atkinson                                       | 6-2, 8-6, 6-1                                           |
| 1900      | Myrtle McAteer                                          | Maud Banks                                              | 6-4, 6-8, 6-2, 6-3                                      |
| 1899      | Myrtle McAteer                                          | Juliette Atkinson                                       | 7-5, 6-1, 4-6, 8-6                                      |

### Öppna eran herrdubbel
| År   | Mästare                          | Finalister                        | Resultat             |
| ---- | -------------------------------- | --------------------------------- | -------------------- |
| 2009 | Daniel Nestor Nenad Zimonjić     | Bob Bryan Mike Bryan              | 3–6, 7–6(2), [15-13] |
| 2008 | Bob Bryan Mike Bryan             | Jonathan Erlich Andy Ram          | 4-6, 7-6(2), [10-7]  |
| 2007 | Jonathan Erlich Andy Ram         | Bob Bryan Mike Bryan              | 4-6, 6-3, [13-11]    |
| 2006 | Jonas Björkman Max Mirnyj        | Bob Bryan Mike Bryan              | 7-6, 6-4             |
| 2005 | Jonas Björkman Max Mirnyj        | Wayne Black Kevin Ullyett         | 6-4, 5-7, 6-2        |
| 2004 | Mark Knowles Daniel Nestor       | Jonas Björkman Todd Woodbridge    | 7-6, 6-3             |
| 2003 | Bob Bryan Mike Bryan             | Wayne Arthurs Paul Hanley         | 7-6, 6-4             |
| 2002 | James Blake Todd Martin          | Mahesh Bhupathi Max Mirnyj        | 7-5, 6-3             |
| 2001 | Mahesh Bhupathi Leander Paes     | Martin Damm David Prinosil        | 7-6, 6-3             |
| 2000 | Todd Woodbridge Mark Woodforde   | Ellis Ferreira Rick Leach         | 7-6, 6-4             |
| 1999 | Byron Black Jonas Björkman       | Todd Woodbridge Mark Woodforde    | 6-1, 2-6, 7-6        |
| 1998 | Mark Knowles Daniel Nestor       | Olivier Delaître Fabrice Santoro  | 6-7, 6-4, 6-4        |
| 1997 | Todd Woodbridge Mark Woodforde   | Mark Philippoussis Patrick Rafter | 6-4, 6-2             |
| 1996 | Mark Knowles Daniel Nestor       | Sandon Stolle Cyril Suk           | 6-2, 7-5             |
| 1995 | Todd Woodbridge Mark Woodforde   | Mark Knowles Daniel Nestor        | 6-4, 6-4             |
| 1994 | Alex O'Brien Sandon Stolle       | Wayne Ferreira Mark Kratzmann     | 7-6, 3-6, 6-3        |
| 1993 | Andre Agassi Petr Korda          | Stefan Edberg Henrik Holm         | 6-4, 7-6             |
| 1992 | Todd Woodbridge Mark Woodforde   | Patrick McEnroe Jonathan Stark    | 7-6, 6-4             |
| 1991 | Ken Flach Robert Seguso          | Grant Connell Glenn Michibata     | 6-3, 6-4             |
| 1990 | Darren Cahill Mark Kratzmann     | Neil Broad Gary Muller            | 7-6, 6-4             |
| 1989 | Ken Flach Robert Seguso          | Pieter Aldrich Danie Visser       | 6-4, 6-4             |
| 1988 | Rick Leach Jim Pugh              | Jim Grabb Patrick McEnroe         | 6-2, 6-4             |
| 1987 | Ken Flach Robert Seguso          | Steve Denton John Fitzgerald      | 7-5, 6-3             |
| 1986 | Mark Kratzmann Kim Warwick       | Christo Steyn Danie Visser        | 6-3, 6-4             |
| 1985 | Stefan Edberg Anders Järryd      | Joakim Nyström Mats Wilander      | 4-6, 6-2, 6-3        |
| 1984 | Francisco González Matt Mitchell | Sandy Mayer Balázs Taróczy        | 4-6, 6-3, 7-6        |
| 1983 | Victor Amaya Tim Gullikson       | Carlos Kirmayr Cassio Motta       | 6-4, 6-3             |
| 1982 | Peter Fleming John McEnroe       | Steve Denton Mark Edmondson       | 6-2, 6-3             |
| 1981 | John McEnroe Ferdi Taygan        | Bob Lutz Stan Smith               | 7-6, 6-3             |
| 1980 | Bruce Manson Brian Teacher       | Wojtek Fibak Ivan Lendl           | 6-7, 7-5, 6-4        |
| 1979 | Brian Gottfried Ilie Nastase     | Bob Lutz Stan Smith               | 1-6, 6-3, 7-6        |
| 1978 | Gene Mayer Raúl Ramírez          | Ismail El Shafei Brian Fairlie    | 6-3, 6-3             |
| 1977 | John Alexander Phil Dent         | Bob Hewitt Roscoe Tanner          | 6-3, 7-6             |
| 1976 | Stan Smith Erik Van Dillen       | Eddie Dibbs Harold Solomon        | 6-1, 6-1             |
| 1975 | Phil Dent Cliff Drysdale         | Marcello Lara Joaquin Loyo-Mayo   | 7-6, 6-4             |
| 1974 | Dick Dell Sherwood Stewart       | James Delaney John Whitlinger     | 4-6, 7-6, 6-2        |
| 1973 | John Alexander Phil Dent         | Brian Gottfried Raúl Ramírez      | 1-6, 7-6, 7-6        |
| 1972 | Bob Hewitt Frew McMillan         | Paul Gerken Humphrey Hose         | 7-6, 6-4             |
| 1971 | Stan Smith Erik Van Dillen       | Sandy Mayer Roscoe Tanner         | 6-4, 6-4             |
| 1970 | Ilie Nastase Ion Tiriac          | Bob Hewitt Frew McMillan          | 6-3, 6-4             |
| 1969 | Bob Lutz Stan Smith              | Arthur Ashe Charlie Pasarell      | 6-3, 6-4             |
| 1968 | Ron Goldman William Brown        | Joaquin Loyo-Mayo Jaime Fillol    | 10-8, 6-3            |

### Öppna eran damdubbel
| År        | Mästare                          | Finalister                                         | Resultat         |
| --------- | -------------------------------- | -------------------------------------------------- | ---------------- |
| 2009      | Cara Black Liezel Huber          | Nuria Llagostera Vives María José Martínez Sánchez | 6–3, 0–6, [10–2] |
| 2008      | Maria Kirilenko Nadia Petrova    | Hsieh Su-wei Jaroslava Sjvedova                    | 6-3, 4-6, [10-8] |
| 2007      | Bethanie Mattek Sania Mirza      | Alina Jidkova Tatiana Poutchek                     | 7-6(4), 7-5      |
| 2006      | Maria Elena Camerin Gisela Dulko | Marta Domachowska Sania Mirza                      | 6-4, 3-6, 6-2    |
| 2005      | Laura Granville Abigail Spears   | Květa Peschke María Emilia Salerni                 | 3-6, 6-2, 6-4    |
| 2004      | Jill Craybas Marlene Weingärtner | Emmanuelle Gagliardi Anna-Lena Grönefeld           | 7-5, 7-6(2)      |
| 1989-2003 | spelades inte                    | spelades inte                                      | spelades inte    |
| 1988      | Beth Herr Candy Reynolds         | Lindsay Bartlett Helen Kelesi                      | 4-6, 7-6, 6-1    |
| 1974-87   | spelades inte                    | spelades inte                                      | spelades inte    |
| 1973      | Pat Walkden Ilana Kloss          |                                                    |                  |
| 1972      | Rosie Casals Gail Chanfreau      |                                                    |                  |
| 1971      | Helen Gourlay Linda Tuero        |                                                    |                  |
| 1970      | Rosie Casals Gail Chanfreau      |                                                    |                  |
| 1969      | Kerry Harris Valerie Ziegenfuss  |                                                    |                  |
| 1968      | Emilie Burrer Linda Tuero        |                                                    |                  |

## Rekord
| Rekord                                           | Spelare                                                        | Titlar/Rekord |
| Vinnare av flest titlar i herrsingel             | George Lott, Bobby Riggs, och Mats Wilander                    | 4             |
| Vinnare av flest konsekutiva titlar i herrsingel | Raymond D. Little, Beals Wright, Robert LeRoy, och Bobby Riggs | 3             |
| Vinnare av flest titlar i damsingel              | Ruth Sanders Cordes och Clara Louise Zinke                     | 5             |
| Vinnare av flest konsekutiva titlar i damsingel  | Ruth Sanders Cordes, May Sutton, och Clara Louise Zinke        | 3             |
| Vinnare av flest titlar i herrdubbel             | Todd Woodbridge och Mark Woodforde                             | 4             |
| Vinnare av flest titlar i damdubbel              | Clara Louise Zinke                                             | 6             |
| Vinnare av flest konsekutiva titlar i damdubbel  | Martha Kinsey och Clara Louise Zinke                           | 4             |
| Flest titlar totalt (herrar)                     | Raymond D. Little                                              | 11            |
| Flest titlar totalt (damer)                      | Clara Louise Zinke                                             | 12            |
| Flest finaler totalt (herrar)                    | William Talbert                                                | 14            |
| Flest finaler totalt (damer)                     | Clara Louise Zinke                                             | 18            |